# 2010年新疆智障人黑工厂案
2010年新疆智障人黑工厂案又称2010年新疆化工厂虐待智障工人案、新疆化工厂雇智障人当包身工奴役事件或新疆智障包身工事件，发生在中国新疆维吾尔族自治区吐鲁番地区托克逊县库米镇佳尔思绿色建材化工厂（以下简称“佳尔思厂”）10多名工人(其中8人为智障人)遭遇“包身工”式非人待遇。四川渠县人曾令全打出“残疾人自强队”的旗号从渠县带来一些“智障工”，充当佳尔思厂的苦力，佳尔思厂只管“智障工”能够填饱肚皮，除此以外几乎不需支付任何报酬。而且强迫他们在毫无防护措施的条件下没日没夜从事超负荷的劳动，稍有懈怠，就会遭到监工皮带的抽打，或者是体罚、饿饭等形式的惩戒，这些智障人的遭遇跟奴隶类似。案件被媒体曝光后，引起舆论的极大公愤，也得到了新疆政府的重视，新疆维吾尔自治区党委书记张春贤作出批示，要求“上天入地缉拿虐待智障工人者”，托克逊县政府进而采取检查、营救等措施。涉案人士主要有化工厂老板李兴林、从四川把智障人带到新疆的曾令全等。曾令全自1997年起，便向全国“规模化地输出”智障人员，2007年曾被媒体曝光。

## 背景
《中国青年报》、《民主与法制时报》等媒体曾于2007年报道：2006年5月13日，一名乞丐被抓至湖南省耒阳市锡里砖厂强迫做工，因其不从，被殴打后抛弃于野外死亡。耒阳市警方侦查案件时发现，该砖厂内有大量来自外地、被迫劳动的精神不正常的劳工。这些劳工得不到工钱，甚至被用电刑监工。其管理人员常采用捆绑，用铁棍、竹片和机器皮带抽打，电击等残忍的体罚方式强迫残障人士劳动。这批外地工人均来自四川省渠县“残疾人自强队”。

### 专题
- 新疆智障人黑工厂事件-新浪（页面存档备份，存于）
- 新疆智障人黑工厂事件-网易（页面存档备份，存于）

### 图片
- 新疆托克逊化工厂虐待多名智障工人 新浪图片（页面存档备份，存于）